# Metro de Nova Delhi
El Metro de Nova Delhi (hindi: दिल्ली मेट्रो) és el Metro de la ciutat de Nova Delhi, la capital administrativa de l'Índia.

## Història
Al maig de 1995 el Govern de l'Índia i el Govern de Nova Delhi van crear la companyia Delhi Metro Rail Corporation per a la construcció i operació de la xarxa del metro de Delhi. El finançament del 56 % del cost total de l'obra va ser aportat pel Banc Japonès de Cooperació Internacional.
El primer tram entre les estacions Shahdara i Tis Hazari va ser obert el 25 de desembre de 2002. La primera fase del projecte de construcció incloïa 65 quilòmetres de línia i va ser conclosa en 2005, dos anys abans del que estava planificat.
Des de llavors, la xarxa s'està expandint a una velocitat molt alta i, a principis del 2019, comprèn vuit línies (més la línia de l'aeroport) amb una longitud total de 343 quilòmetres que donen servei a 251 estacions. Una quarta fase d'obres hauria d'ampliar la xarxa 103 quilòmetres el 2025. A més, el 2019 es van inaugurar dues línies de metro en correspondència amb la xarxa de Delhi i ubicades a les ciutats veïnes de Gurgaon (metro Gurgaon) i Noida (metro Noida)).
La xarxa esta constituïda per línies en part en viaducte i en part subterrànies que utilitzen un ample de via de 1676 mm per a les quatre més antigues i un ample de via de via de 1435 mm per a les més recents. El subministrament elèctric de trens de 4 a 8 vagons climatitzats es realitza mitjançant catenària amb una tensió de 25 kV. La línia 8 (magenta) és sense conductor. Els trens estan formats per 4, 6 o 8 vagons climatitzats amb intercirculació, segons els casos. El trànsit augmenta ràpidament a mesura que s'expandeix la xarxa. El 2017, el metro de Delhi transportava al voltant de 2,4 milions de passatgers al dia.

## Material rodant

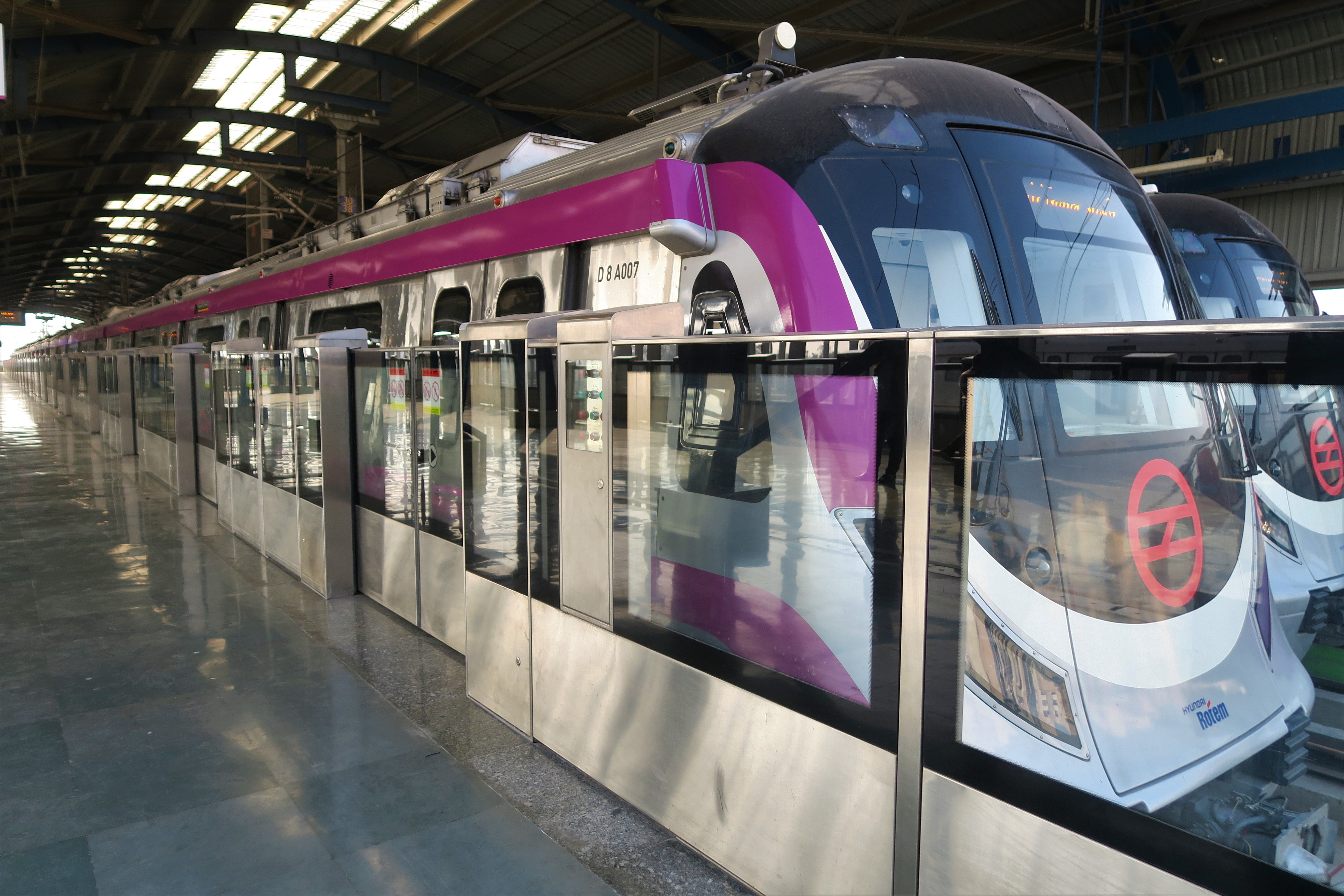
Vagó a la parada de la línia magenta.

El Metro de Delhi té el 2015 un total de 216 trens elèctrics de quatre, sis i vuit cotxes. Més de 100 trens tenen sis cotxes i més de 60 funcionen amb vuit cotxes.

## Xarxa actual

### Línies

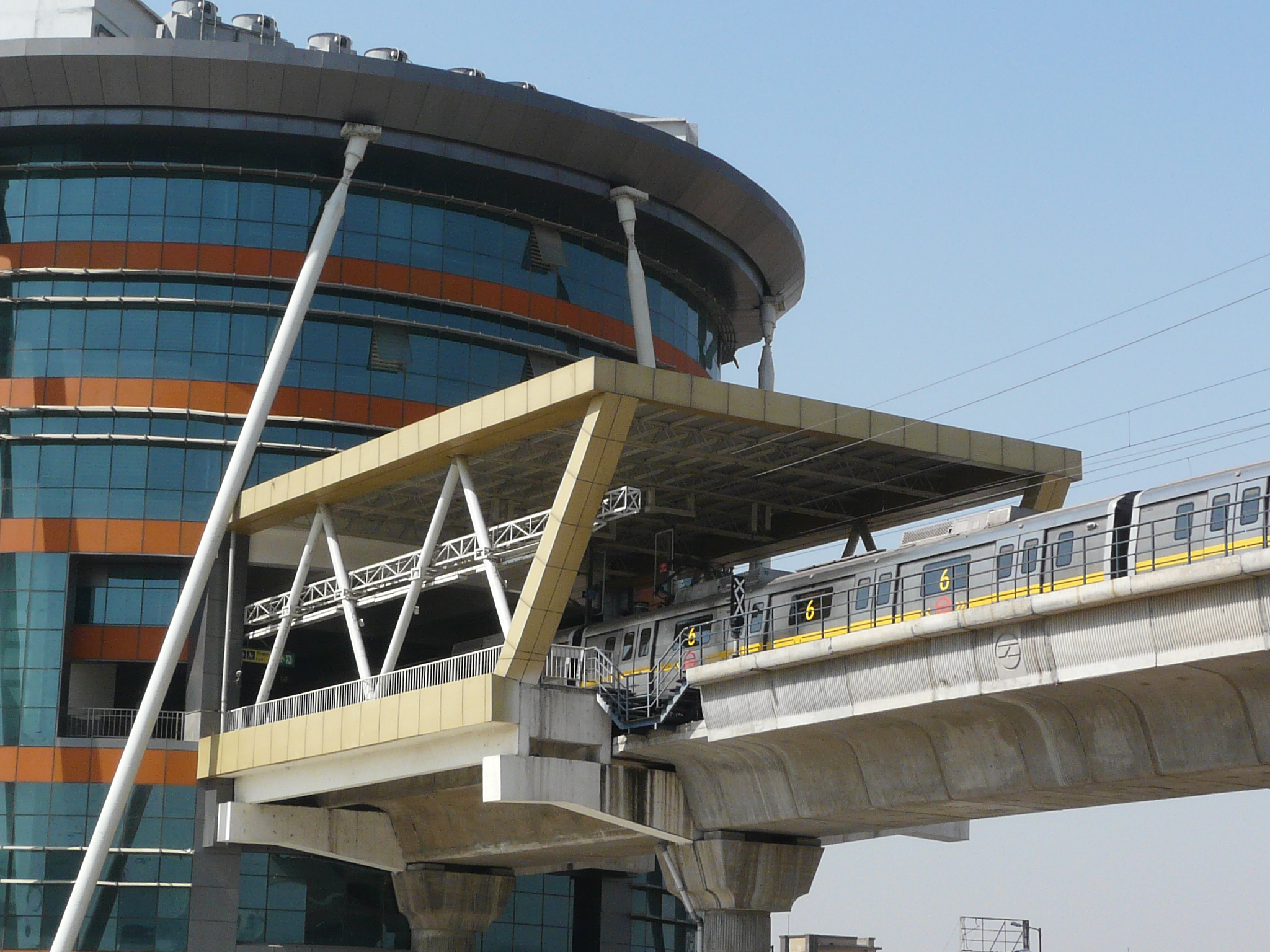
Terminal de la línia groga a l'estació del centre de la ciutat de HUDA a la ciutat satèl·lit de Gurgaon

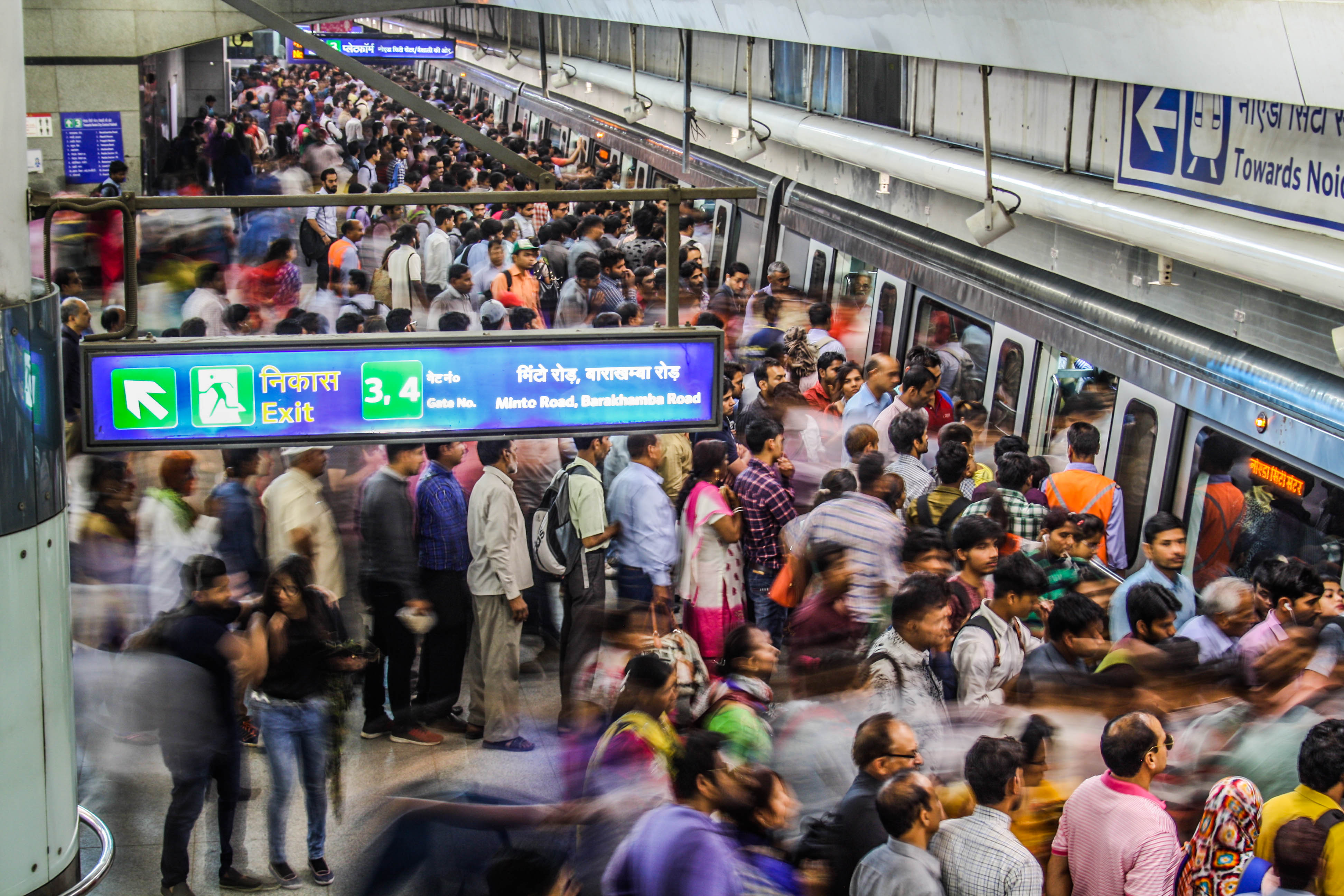
L'estació Rajiv Chowk a l'hora punta

El metro de Delhi està format per vuit línies que, juntament amb la línia de l'aeroport, tenen una longitud total de 343 km i donen servei a 250 estacions. Les principals característiques d'aquestes línies són les següents:
- La línia vermella (línia 1), que és la primera línia del metro de Delhi que s'inaugura (24 de desembre de 2002), en part en viaducte, en part a nivell de terra. Aquesta línia de 35 km de longitud connecta els barris del nord-est de Delhi amb els barris del nord-oest a través del centre de la ciutat.
- La línia groga (línia 2) és la primera línia soterrània. Amb una longitud de 48,8 km, va de nord a sud pel cor d'Old Delhi i el districte empresarial al voltant de Connaught Place. A la part sud, la línia dona servei a la ciutat satèl·lit de Gurgaon, a l'estat de Haryana. Les estacions es troben a una profunditat de 12,85 metres, excepte l'estació del basar de Chawri, situada a 20 metres per sota de la superfície.
- La línia blava (línies 3 i 4) es troba principalment a la superfície amb una petita part subterrània (4 estacions). De 65 km de longitud, connecta el districte de Dwarka situat a l'oest de Delhi, prop de l'aeroport, amb la ciutat satèl·lit de Noida, a l'est, pel sud del centre de la ciutat. Inclou una branca a l'est entre Yamuna Bank i Vaishali que forma una línia autònoma (línia 4) d'uns 8 quilòmetres de longitud.
- La línia verda (línia 5) circula per un viaducte i és la primera línia d'ample normal del metro de Delhi. Amb uns 30 quilòmetres de longitud, travessa els districtes occidentals de Delhi d'oest a est i serveix de línia d'alimentació per a les línies vermelles i blaves.
- La línia morada (línia 6) surt dels districtes centrals de Nova Delhi en direcció sud cap a la ciutat satèl·lit de Faridabad. La part de la línia situada al cor de Delhi és subterrània (aproximadament un terç del trajecte), la resta va per viaducte. La línia fa 43 quilòmetres i té 34 estacions. Els trens circulen per ample de 1435.
- La línia rosa (línia 7) és una línia gairebé circular de 59 km de longitud dibuixada al voltant de les zones centrals de Delhi que connecta amb gairebé totes les altres línies de metro de Delhi. Té 38 estacions, 12 de les quals subterrànies i 26 elevades. Els trens, que inclouen 6 cotxes, circulen per ample de 1435.
- La línia magenta (línia 8) és una línia est-oest que connecta els districtes del sud de Delhi sense passar pel centre de la ciutat. De 37 quilòmetres de longitud i en 1435, inclou 15 quilòmetres sota terra i 10 quilòmetres per viaducte. Els trens circulen de manera independent i no tenen conductor. Les andanes estan equipades amb portes de seguretat. La línia inclou l'estació de Hauz Khas, la més profunda de la xarxa (32 metres) i connecta amb la línia groga.
- La línia grisa (línia 9) és una branca curta de la línia blava a Najafgarh i Dhansa, que inclou un tram de viaducte i un tram subterrani.
- La línia taronja (línia aeroportuària) connecta l'aeroport internacional Indira Gandhi al sud-oest de la ciutat amb l'estació de tren de Nova Delhi al centre de la ciutat. Amb 22,7 quilòmetres de longitud, es distingeix pel seu baix nombre d'estacions (5), l'alta velocitat comercial i els conjunts de trens de 6 cotxes dissenyats per al confort dels passatgers. Es troba en correspondència amb la línia groga al centre de la ciutat, amb la línia rosa i la línia blava. El trajecte entre l'aeroport i l'estació central es completa en 19 minuts. La línia circula subterrània durant 15,7 km i en un viaducte durant 7 km.

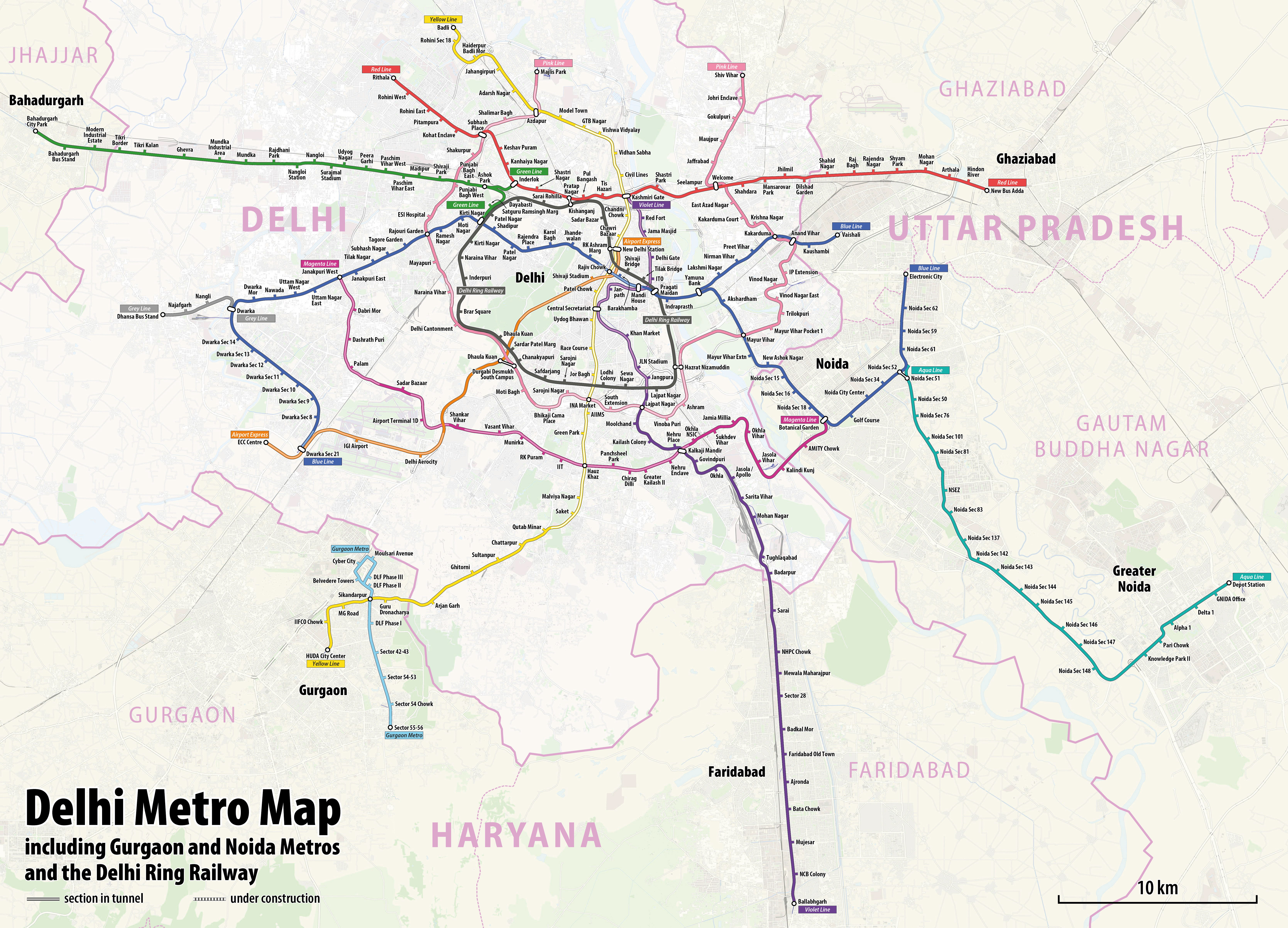
Plànol de la xarxa del metro de Delhi el febrer de 2020. Les línies de color gris representen la xarxa de trens de rodalies

| Número de la línia | Nom de la línia                   | Data d'obertura        | Darrera prolongació    | Longitud | Estacions | Terminals              | Terminals                | Ample de via (mm) | Altres característiques                            |
| ------------------ | --------------------------------- | ---------------------- | ---------------------- | -------- | --------- | ---------------------- | ------------------------ | ----------------- | -------------------------------------------------- |
| 1                  | línia vermella del metro de Delhi | 24 de desembre de 2002 | 8 de març de 2019      | 34,69 km | 29        | Shaheed Sthal          | Rithala                  | 1676              |                                                    |
| 2                  | línia groga                       | 20 de desembre de 2004 | 10 novembre 2015       | 49,31 km | 37        | Samaypur Badli         | HUDA City Centre         | 1676              |                                                    |
| 3                  | línia blava                       | 31 de desembre de 2005 | 30 d'octubre de 2010   | 56,61 km | 50        | Noida Electronic City  | Dwarka Sector 21         | 1676              |                                                    |
| 4                  | línia blava                       | 7 de gener de 2010     | 14 de juliol de 2011   | 8,74 km  | 8         | Yamuna Bank            | Vaishali                 | 1676              | Ramificació                                        |
| 5                  | línia verda                       | 3 d'abril de 2010      | 24 de juny de 2018     | 26,32 km | 21        | Inderlok               | Brigadier Hoshiyar Singh | 1435              |                                                    |
| 5                  | línia verda                       | 27 de juliol de 2011   |                        | 3,32     | 3         | Ashok Park Main        | Kirti Nagar              | 1435              | Ramificació                                        |
| 6                  | línia violeta                     | 3 d'octubre de 2010    | 19 de novembre de 2018 | 46,63 km | 34        | Kashmere Gate          | Raja Nahar Singh         | 1435              |                                                    |
| 7                  | línia rose                        | 14 de març de 2018     | 31 de desembre de 2018 | 39,72 km | 23        | Majlis Park            | Mayur Vihar Pocket I     | 1435              |                                                    |
| 7                  | línia rose                        | 14 de març de 2018     | 31 de desembre de 2018 | 17,86km  | 15        | Trilokpuri Sanjay Lake | Shiv Vihar               | 1435              | Ramificació                                        |
| 8                  | línia magenta                     | 24 de març de 2018     | 3 de desembre de 2018  | 37,46 km | 25        | Botanical garden       | Janakpuri West           | 1435              | Tren sense conductor                               |
| 9                  | línia gris                        | 4 d'octubre de 2019    | —                      | 4,29 km  | 3         | Dwarka                 | Najafgarh                | 1435              | Tren sense conductor                               |
| Airport Express    | línia taronja                     | 23 de febrer de 2011   | —                      | 22,7 km  | 6         | New Delhi              | Dwarka Sector 21         | 1435              | Servei a l'aeroport, preus i equipament específics |
| Total              | Total                             | 24 de desembre de 2002 | 8 de març de 2019      | 343 km   | 251       |                        |                          |                   |                                                    |

### Material rodant

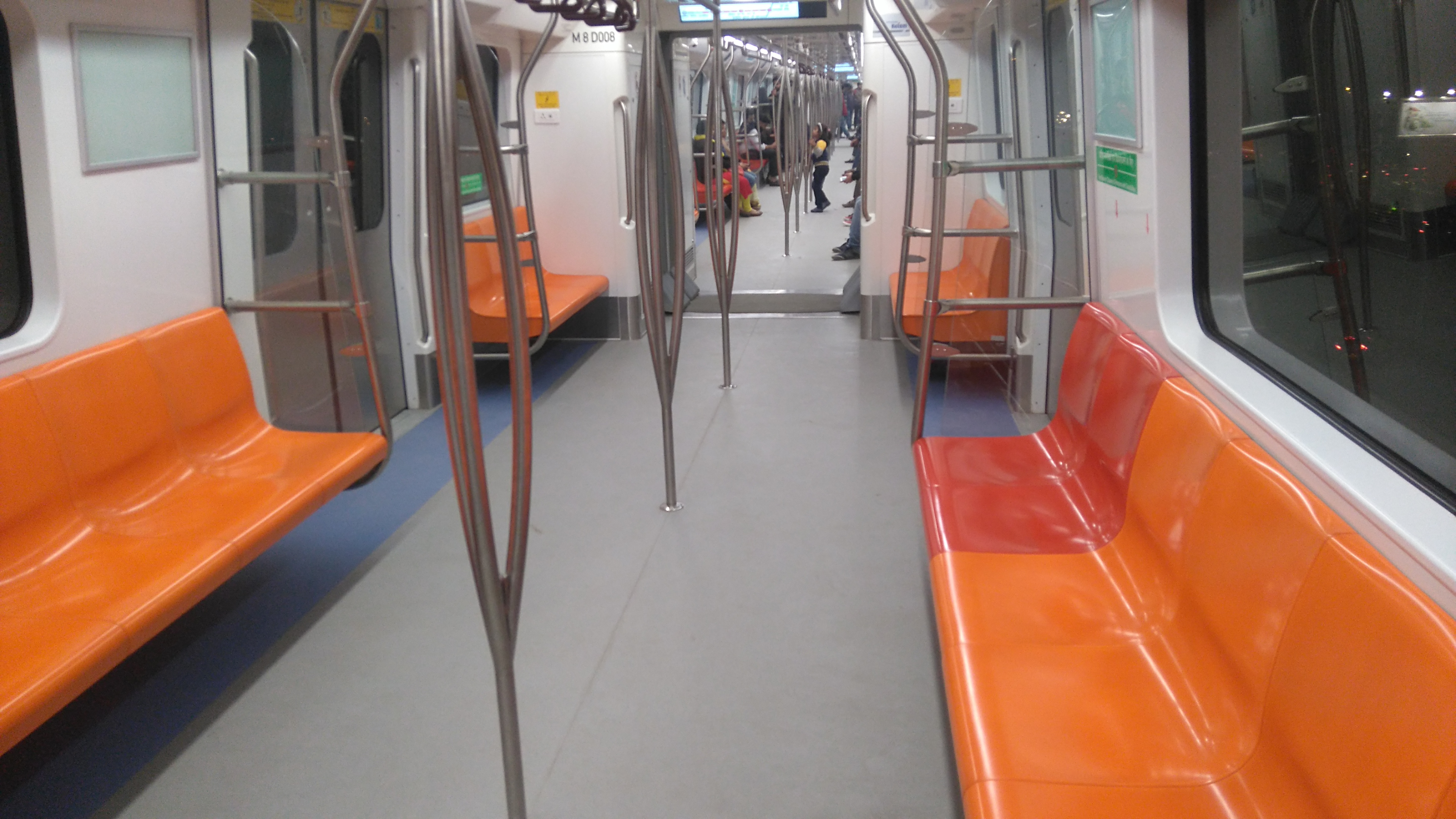
Interior d'un vagó a la línia magenta.

Originalment els conjunts de trens havien de ser construïts per un consorci de ROTEM, Mitsubishi Corporation i Mitsubishi Electric Corporation, però la construcció va ser finalment confiada a Bharat Earth Movers Limited. Els conjunts de trens de primera generació circulen per una via d'amplada Índia i consten de vagons de 3,20 m d’amplada construïts en acer inoxidable. La intercirculació entre els vagons està assegurada. La font d'alimentació es realitza per catenària a una tensió de 25kV CA. A les seccions subterrànies, el control i la senyalització del tren estan pràcticament totalment automatitzats.

## Imatges

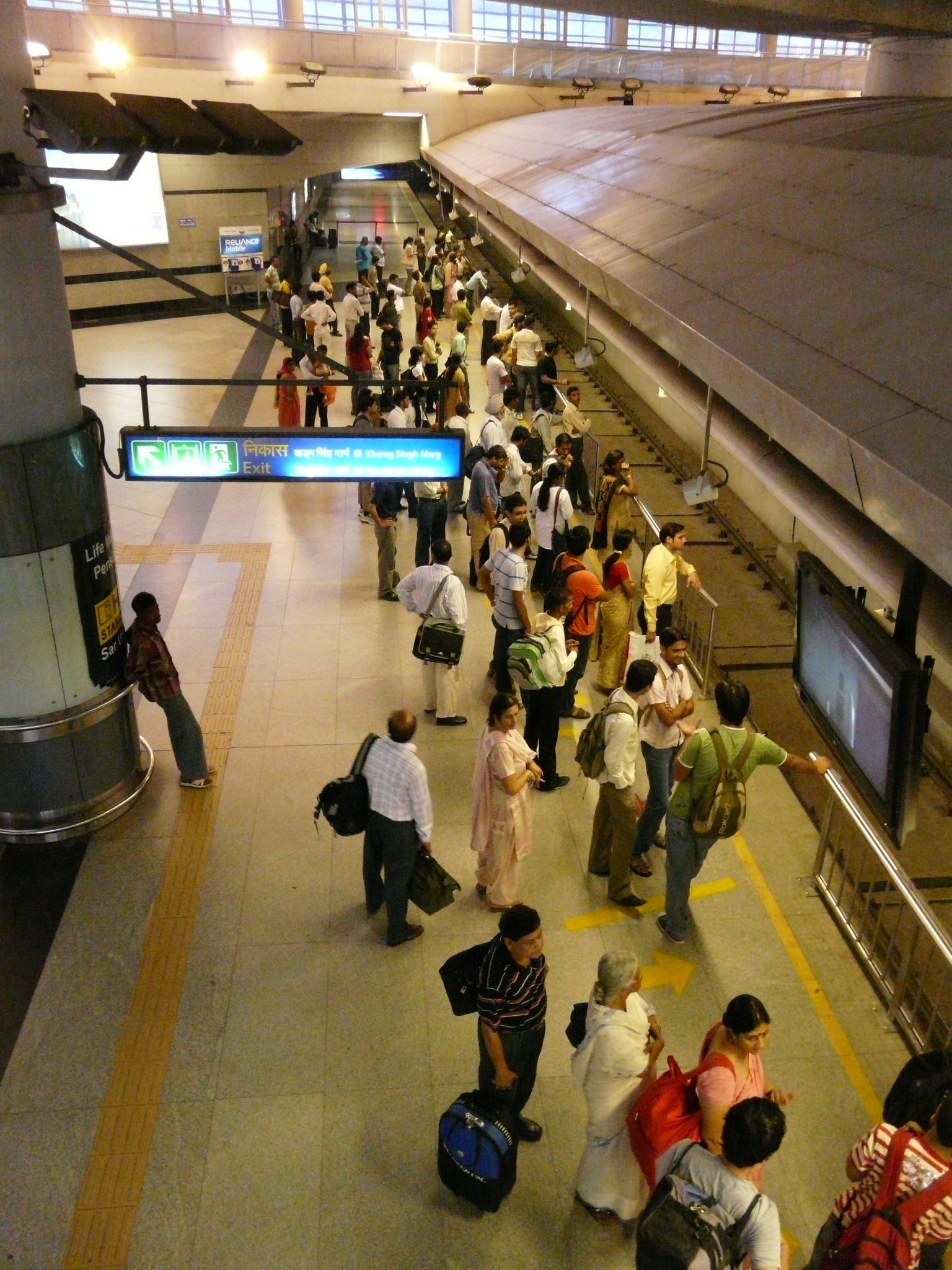
Estació Rajiv Chowk.
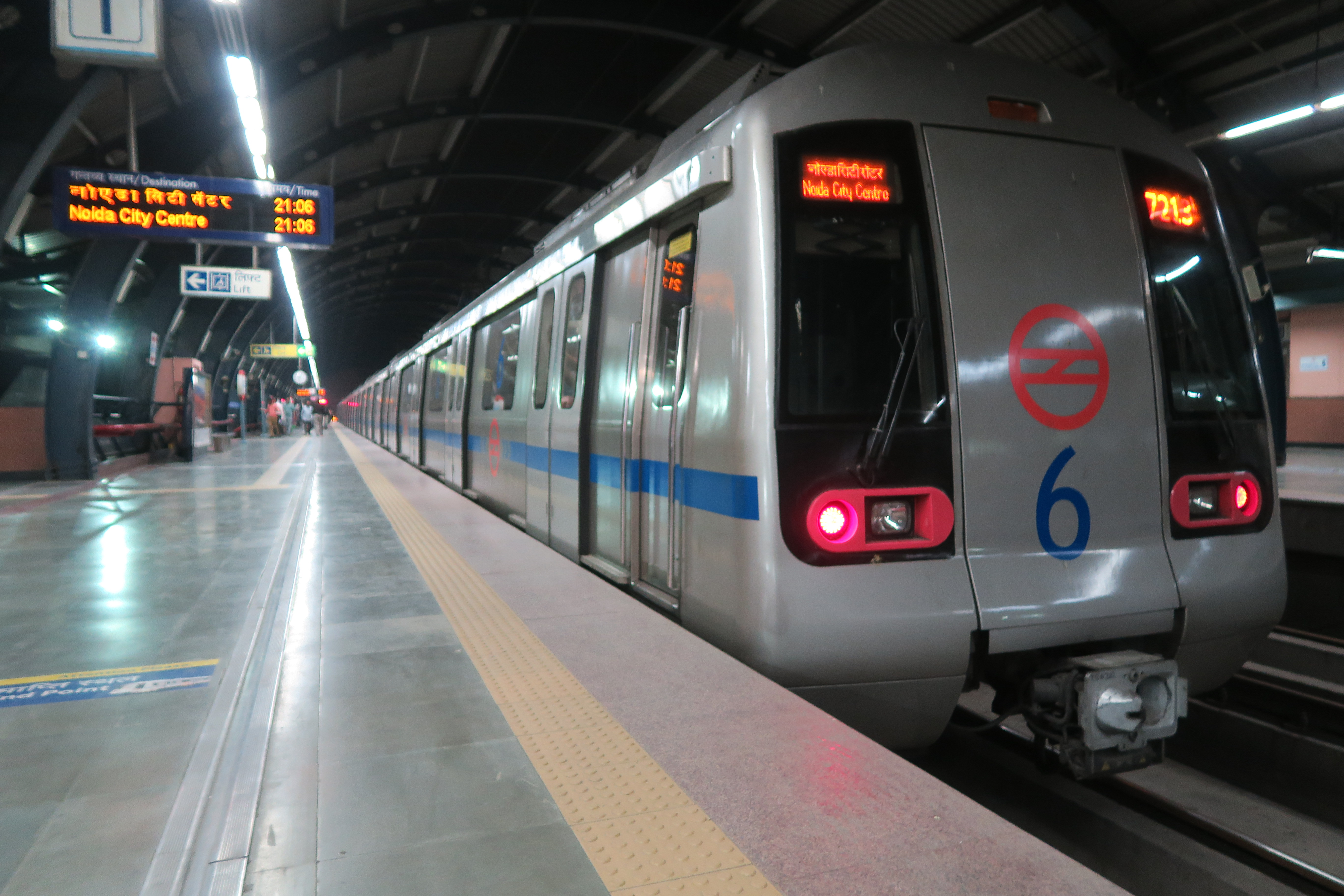
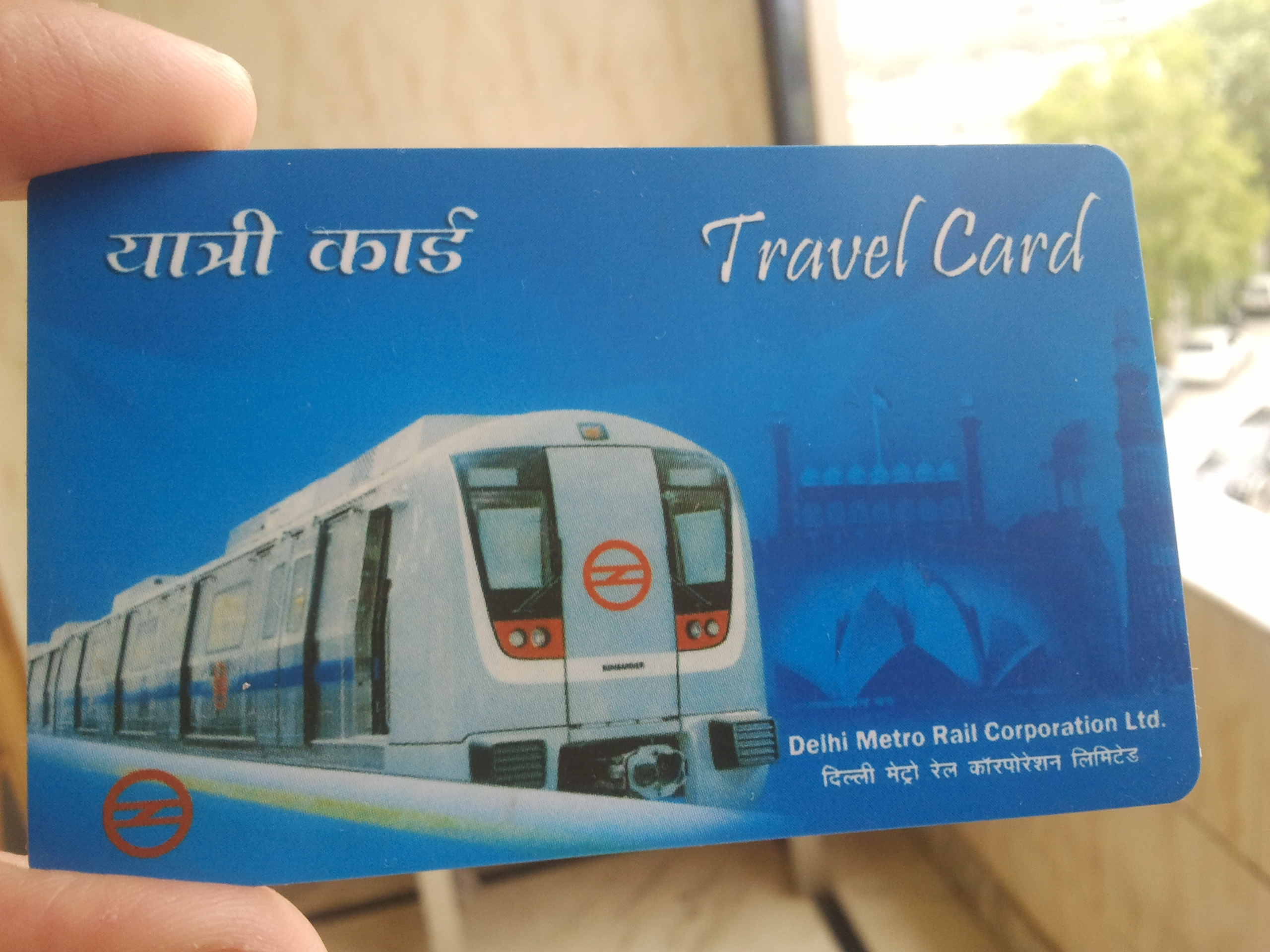
Tarjeta del metro
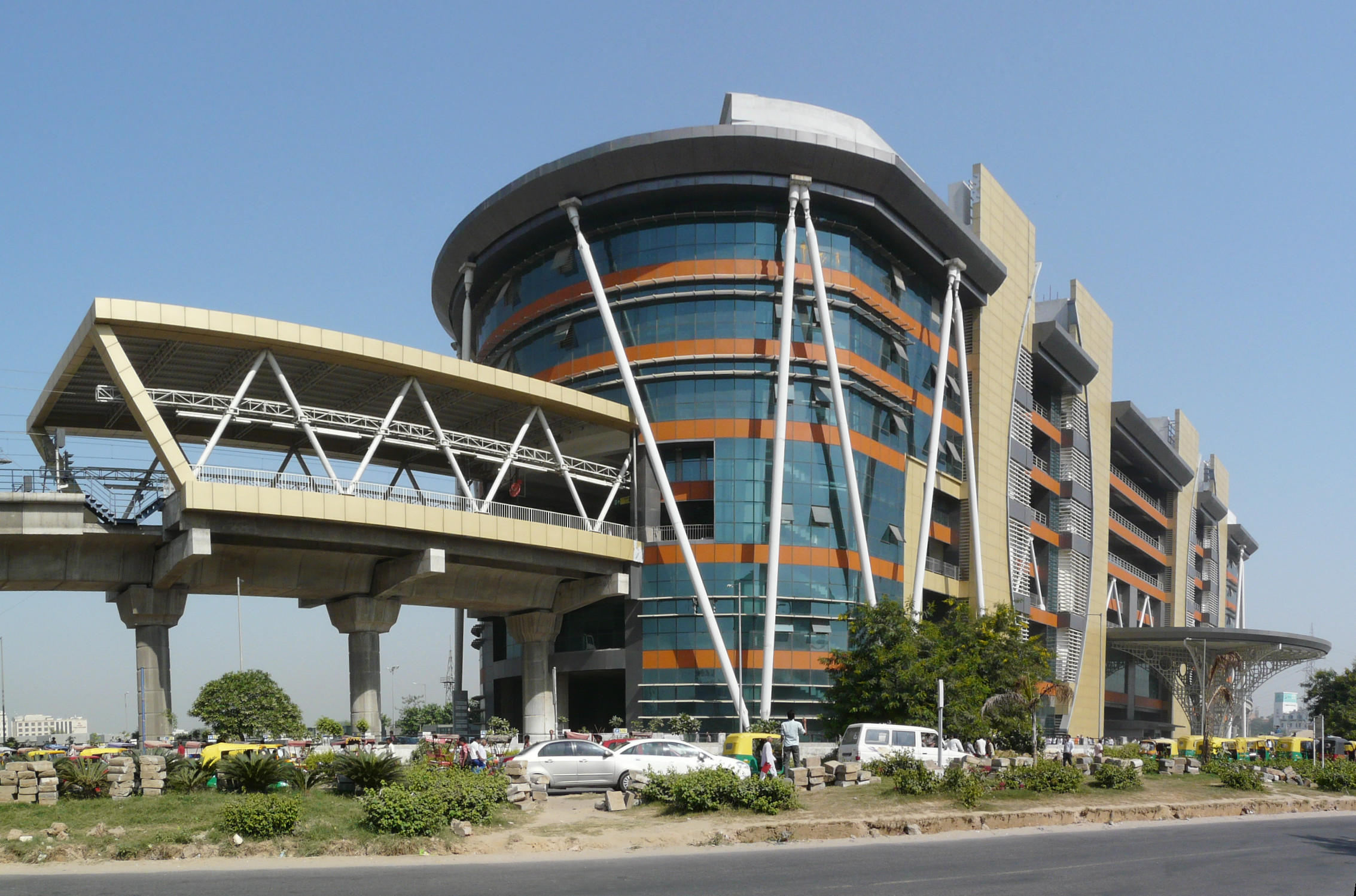
Estació HUDA City Center.